# Oblast Widin
| Basisdaten          | Basisdaten                 |
| ------------------- | -------------------------- |
| Region:             | Nordwestbulgarien          |
| Verwaltungssitz:    | Widin                      |
| Fläche:             | 3.033 km²                  |
| Einwohner:          | 72.754 (31. Dezember 2022) |
| Bevölkerungsdichte: | 24 Einwohner je km²        |
| NUTS:BG-Code:       | BG311                      |
| Karte               |                            |
| Karte               |                            |

Die Oblast Widin (bulgarisch Област Видин) ist eine Verwaltungseinheit im äußersten Nordwesten Bulgariens. Sie grenzt an Rumänien im Verlauf der Donau und an Serbien. Die größte Stadt der Region ist das gleichnamige Widin.

## Bevölkerung
In der Oblast (Bezirk) Widin leben 72.754 Einwohner (Stand 31. Dezember 2022) auf einer Fläche von 3033 km². 2017 betrug die Bevölkerung laut einer Schätzung noch 86.927. Die Region verliert rasant an Einwohnern.
Im Norden der Region leben viele Rumänen, die „Walachen“ genannt werden.

## Städte
| Stadt          | Bulgarischer Name | Einwohner (31. Dezember 2022) |
| -------------- | ----------------- | ----------------------------- |
| Widin          | Видин             | 34.797                        |
| Belogradtschik | Белоградчик       | 3.964                         |
| Kula           | Кула              | 2.341                         |
| Bregowo        | Брегово           | 1.706                         |
| Dunawzi        | Дунавци           | 1.693                         |
| Gramada        | Грамада           | 945                           |
| Dimowo         | Димово            | 917                           |

## Partnerregion
- Ortenaukreis,  Deutschland